# Acanthosicyos
Acanthosicyos é um género botânico pertencente à família Cucurbitaceae.

## Espécies
- Acanthosicyos horridus[2]
- Acanthosicyos naudinianus[3]